# Samuel Aspajo
Samuel Alejandro Aspajo Cohen (Caracas, 24 de mayo de 2005) es un futbolista venezolano de ascendencia peruano. Juega como arquero en Metropolitano F. C. de la Primera División de Venezuela.
Además, fue el arquero titular de la selección de fútbol sub-20 de Venezuela.

## Selección nacional

### Selecciones juveniles
Inició su participación en la selección venezolana con la categoría sub-20, donde disputó el Campeonato Sudamericano de Fútbol Sub-20 de 2025 en Venezuela.

## Vida personal
Aspajo posee la nacionalidad peruana por descendencia, ya que su padre y su familia paterna son peruanos.